# Фатума Роба
Фатума Роба (англ. Fatuma Roba; род. 18 декабря 1973 года) — эфиопская легкоатлетка, олимпийская чемпионка 1996 года в марафоне (первая представительница Африки, побеждавшая в марафоне на Олимпийских играх).
Бронзовый призёр чемпионата Африки 1993 года на дистанции 10000 метров. Трижды подряд (1997, 1998 и 1998) побеждала на Бостонском марафоне. В 2004 году стала победительницей Наганского марафона.
Личные рекорды:
- 10000 метров — 32:25 (2000 год)
- Полумарафон — 1:09:01 (2001 год)
- Марафон — 2:23:21 (1998 год)

## Достижения
- 1-е место на Римском марафоне — 2:29:05 (1996 год)
- 1-е место на Бостонском марафоне — 2:26:23 (1997 год)
- 1-е место на Бостонском марафоне — 2:23:21 (1998 год)
- 1-е место на Бостонском марафоне — 2:23:25 (1999 год)
- 9-е место на Олимпийских играх 2000 года — 2:27:38